# Cine mă strigă
Cine mă strigă, menționat în unele surse Cine mă strigă?, este un film românesc din 1980 regizat de Letiția Popa. Rolurile principale au fost interpretate de actorii Marioara Sterian, Iulian Vișa și Dinu Manolache.

## Distribuție
Distribuția filmului este alcătuită din:
- Marioara Sterian — Ina Albu (19 ani), o tânără condamnată la 6 luni de reeducare pe un șantier
- Iulian Vișa — Tudor, muncitorul cu ochi albaștri, pasionat de poezie
- Dinu Manolache — Vasile, muncitorul cu haine pătate
- Tora Vasilescu — Anica, muncitoare fruntașă, studentă în ultimul an la Politehnică, colega de cameră a Inei
- Tatiana Iekel — Adina, muncitoare trecută de prima tinerețe, gazda Inei și Anicăi
- Marius Ionescu — Picu, muncitorul cu mustață pe care-l iubește Anica
- George Șofrag — Liviu, muncitorul pletos
- Marietta Rareș — bunica Inei (menționată Marieta Rareș)
- Constantin Florescu — meșterul, șeful echipei de muncitori sudori
- Lucia Ștefănescu — mireasa inginerului Tulbure
- Eusebiu Ștefănescu — inginerul șef Tulbure
- Lucia Cristian — muncitoare, soția meșterului
- Cornel Revent — bărbatul sibian care o duce pe Ina la mare
- Radu Mihăileanu — colegul de clasă și primul iubit al Inei, care o duce la rudele sale de la Sibiu
- Rodica Sanda Țuțuianu — mama Inei
- Despina Prisăcaru
- Gheorghe Andreescu
- Nelu Stănescu
- Nae Floca-Acileni (menționat Nicolae Floca)
- Emilia Porojan
- Raul Barbu
- Lupu Buznea — Răzvan Ionescu, invitatul mirelui
- Eli Măguleanu
- Eleonora Popescu
- Liana Rizea (menționată Liana Riza)
- Teodor Totoreanu
- Ion Neagoe
- Ion Constantinescu
- Eugen Popescu — un muncitor bătrâior care dansează cu Ina
- Silviu Lambrino

## Primire
Filmul a fost vizionat de 1.759.609 spectatori în cinematografele din România, după cum atestă o situație a numărului de spectatori înregistrat de filmele românești de la data premierei și până la data de 31 decembrie 2014 alcătuită de Centrul Național al Cinematografiei.